# NGC 6110
NGC 6110 (również PGC 57751) – galaktyka spiralna (Sab), znajdująca się w gwiazdozbiorze Korony Północnej. Odkrył ją Édouard Jean-Marie Stephan 10 lipca 1880 roku.